# San José de las Moras
San José de las Moras är en ort i Mexiko.   Den ligger i kommunen Pénjamo och delstaten Guanajuato, i den centrala delen av landet, 300 km väster om huvudstaden Mexico City. San José de las Moras ligger 1 683 meter över havet och antalet invånare är 396.
Terrängen runt San José de las Moras är platt åt sydväst, men åt nordost är den kuperad. Runt San José de las Moras är det ganska tätbefolkat, med 104 invånare per kvadratkilometer. Närmaste större samhälle är La Piedad Cavadas, 15,6 km väster om San José de las Moras. Omgivningarna runt San José de las Moras är en mosaik av jordbruksmark och naturlig växtlighet.